# Gwawinapterus
Gwawinapterus is een geslacht van mogelijke uitgestorven pterosauriërs, behorend tot de groep van de Pterodactyloidea, dat tijdens het Laat-Krijt leefde in het gebied van het huidige Canada. De vondst van de soort was vooral belangrijk omdat ze leek aan te tonen dat er meer groepen pterosauriërs tot in het late Krijt wisten te overleven dan eerder gedacht werd. Later concludeerden onderzoekers dat het om een meer basale vis uit de Saurodontidae ging.

## Vondst en naamgeving
In mei 2005 vond Sharon Hubbard, een bewoonster van Hornby Island, voor de kust van Brits-Columbia, op het strand bij Collishaw Point op zoek naar fossielen een steen waarop botten en tanden zichtbaar waren. Ze schonk die aan de haar begeleidende amateurpaleontoloog Graham Beard, de directeur van het Vancouver Island Paleontological Museum in Qualicum Beach. Beard droeg het fossiel op zijn beurt over aan de Canadese paleontoloog Philip J. Currie die het per abuis aanzag voor de resten van een dinosauriër. Begin 2008 gaf hij een van zijn studenten, Victoria Arbour, de opdracht de vondst te bestuderen. Arbour begon het fossiel pas in de lente van 2010 nader te onderzoeken en kwam na enige tijd tot de conclusie dat het in feite een nog onbekende pterosauriër betrof.

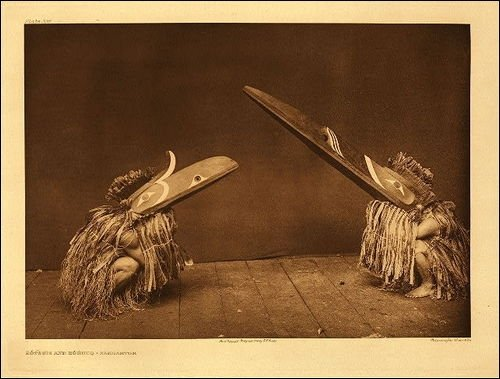
Twee dansers met een hamatsa

In 2011 werd de typesoort Gwawinapterus beardi benoemd door Arbour en Currie. De geslachtsnaam is afgeleid van Gwa’wina, wat 'raaf' betekent in het Kwak'wala, de taal van de meer oorspronkelijke bewoners van Hornby Island, de Kwakwaka'wakw, vanwege de gelijkenis met de gestileerde ravenkop, de hamatsa, onder de dansmaskers van die stam, en een gelatiniseerd Klassiek Grieks pteron, 'vleugel'. De soortaanduiding eert Beard.
Het fossiel, holotype VIPM 1513, is gevonden in een laag van de Northumberlandformatie, een zeeafzetting die dateert uit het late Campanien, ongeveer zeventig miljoen jaar oud. Het bestaat uit de voorkant van een snuit, met tanden. Achteraan loopt het fragment door tot aan de fenestra nasoantorbitalis, de grote schedelopening. Het twintig centimeter lange brok gesteente was al in eerste aanleg overlangs doormidden gezaagd om te zien wat voor fossielen het bevatte; de helften dragen de inventarisnummers VIPM 1513a en VIPM 1513b maar werden in de naamgeving niet behandeld als aparte syntypen. De kwaliteit van de conservering is slecht. Op sommige punten is het oppervlak van het bot zichtbaar, andere stukken zijn slechts als zaagvlak of breukvlak te bestuderen. Dat laatste bracht echter ook tandwortels en vervangingstanden aan het licht; de normale tandkronen zijn alle verloren gegaan.
Het fossiel is volgens de oorspronkelijke studie de eerste als aparte soort geïdentificeerde pterosauriër die ooit in deze regio is aangetroffen en het eerste beschreven schedelmateriaal van een pterosauriër uit Canada.

## Beschrijving
Gwawinapterus is volgens de studie uit 2011 een middelgrote pterosauriër met een geschatte vleugelspanwijdte van drie meter. De schatting werd bereikt door het schedelfragment te vergelijken met de schedel van Istiodactylus sinensis.
De snuit is vermoedelijk plat en langgerekt; de bovenkant is grotendeels niet bewaardgebleven. De snuitpunt is afgerond en vrij hoog met een afstand van 9,5 centimeter tussen het begin van het bovenprofiel en de kaaklijn. De bovenkaak draagt vele kleine tanden, zesentwintig tandkassen zijn nog zichtbaar. Het voorste stuk van de bovenkaak is verloren gegaan en daarin zouden nog enkele tanden gepast hebben; achteraan breekt het fossiel midden in de tandrij af. Elf tot twaalf tanden staan onder het voorste gedeelte van de grote schedelopening, de fenestra nasoantorbitalis, in een deel van de bovenkaak dat eenentwintig millimeter hoog is. De tanden staan dicht aaneengesloten naast elkaar zodat hun randen elkaar raken. Ze zijn driehoekig en licht verlengd, 4 mm hoog en 2,75 mm breed aan de basis. De randen zijn lichtgebogen en missen kartelingen; ze zijn ook dermate afgerond dat een echte snijrand, carina, ontbreekt. De tanden zijn afgeplat en erg recht zonder een kromming naar achteren of binnen. De tandwortels zijn enkelvoudig en vrij lang zodat de hele tand een lengte krijgt van zo'n veertien millimeter.

## Fylogenie
Gwawinapterus is op grond van de tandvorm door de beschrijvers toegewezen aan de Istiodactylidae. Het is dan de eerste istiodactylide die uit Amerika bekend is en ook, met een afstand van veertig miljoen jaar, het jongste bekende lid van die groep. Het nog voorkomen van een istiodactylide in het late Krijt, waaruit verder alleen tandeloze soorten bekend waren, wijst erop dat de variabiliteit van de pterosauriërs toen minder was afgenomen dan eerder verondersteld. David Unwin bijvoorbeeld meende dat op het eind behalve de Azhdarchoidea alle groepen waren uitgestorven.
In 2012 betwijfelde Mark Paul Witton dat het werkelijk om een pterosauriër ging omdat de vervangingstanden niet, zoals bij alle andere bekende Pterosauria, tegen de achterste buitenkant van de tandwortel van de oudere tand rusten maar er recht onder geplaatst zijn. Hetzelfde jaar concludeerde een studie van Romain Vullo e.a. dat het een bovenkaaksbeen van een basalere vis uit de Saurodontidae betrof, vermoedelijk Saurocephalus. Aangezien het fossiel te slecht is om te bepalen of het in feite niet de basale vis Saurodon betreft, is Gwawinapterus een nomen dubium.

## Levenswijze
Hoewel de lange snuit en de vondstlocatie duiden op een levenswijze als viseter, zien de beschrijvers de tanden als een aanwijzing dat het dier meer gespecialiseerd was in het afkluiven van botten, levend als aaseter. Een vergelijking werd door de auteurs getrokken met een piranha zodat de pers van een Flying Piranha begon te spreken. Ook van andere istiodactyliden is wel verondersteld dat hun speciale tandvorm wijst op het eten van spierweefsel van grotere dieren.